# Gymnostachys
Gymnostachys, monotipski biljni rod iz porodice kozlačevki smješten u vlastitu potporodicu Gymnostachydoideae. Jedina je vrsta G. anceps, australski endem iz Queenslanda i Novog Južnog Walesa

## Sinonimi
- Gymnostachys gigantea Domin
- Pothos anceps (R.Br.) Spreng. ex Schult. & Schult.f.